# أنجيلا سبيك
أنجيلا كارين سبيك هي أستاذة في الفيزياء الفلكية ورئيسة قسم الفيزياء وعلم الفلك بجامعة تكساس في سان أنطونيو. تتخصص في علم الفلك بالأشعة تحت الحمراء ودراسة الغبار الكوني. وهي تعمل كمتصلة علمية شهيرة، كما عملت كرئيس مشارك لفريق العمل الوطني للكسوف الكلي للشمس.

## النشأة والتعليم
ولدت أنجيلا في برادفورد، يوركشاير، حيث استلهمت دراسة الفيزياء من خلال برنامج الفضاء أبولو ومشاهدة ستار تريك.  درست الفيزياء الفلكية في جامعة كوين ماري بلندن.  بعد الانتهاء من دراستها الجامعية، عملت شبيك كفنية بحث وتطوير في لانكشاير. كانت طالبة دراسات عليا في كلية لندن الجامعية، وحصلت على درجة الدكتوراه في علم الفلك عام 1998 عن أبحاثها حول الغبار الكوني والجزيئات حول النجوم المتطورة.

## الحياة المهنية والبحث
بعد حصولها على الدكتوراه، بقيت سبيك في جامعة لندن كزميل ما بعد الدكتوراه. وفي عام 1999 انتقلت إلى جامعة إلينوي في أوربانا شامبين، حيث عملت في قسم علم الفلك.   انتقلت إلى جامعة ميسوري في عام 2002، حيث بدأت في بناء برنامج علم الفلك. قامت بتطوير دورات في الكيمياء الكونية للطلاب من جميع الأقسام. في سنواتها الأولى في جامعة ميسوري نظمت سبيك برنامجًا للتواصل مع الجمهور يسمى Cosmic Conversations. 
انضمت سبيك إلى جامعة ميسوري كأستاذ مساعد زائر في خريف 2002. أصبحت أستاذًا مساعدًا «منتظمًا» في عام 2004 وأستاذًا مساعدًا للجيولوجيا في عام 2007. تمت ترقيتها إلى أستاذ مشارك في عام 2008 وشغلت منصب مدير وأستاذ علم الفلك في عام 2009.  كانت سبيك تنوي المكوث في الولايات المتحدة مؤقتًا، لكنها وجدت أنها كانت مناسبة تمامًا لبحثها. يركز بحثها على دراسة ضوء الأشعة تحت الحمراء خاصةً من حيث صلته بالغبار النجمي.  يعتبر الغبار النجمي ضروريًا لتكوين الكواكب ويشارك في العمليات بين النجوم بما في ذلك التكوين الجزيئي وتسخين الغاز. فقدان الكتلة من النجوم ناتج عن ضغط الإشعاع على حبيبات الغبار. تستخدم التحليل الطيفي والتصوير والنمذجة لدراسة التركيبات الكيميائية للنجوم. تتمحور دراستها بشكل أساسي كيفية تغير تكوين الغبار أثناء تطور النجوم ذات الكتلة المنخفضة والمتوسطة. استخدمت تلسكوب سبيتزر الفضائي لدراسة الغبار الفضائي في المجرة الحلزونية ميسييه 74. ووجدت أن تكون غبار الفضاء فعال في المستعرات الأعظمية، حيث تستخدم 5٪ من عناصرها الثقيلة. وذهبت لدراسة انبعاث الأشعة تحت الحمراء المجهول.
نظرًا لوجودها في ميسوري، والذي كان جزءًا من كسوف الشمس لعام 2017، وقضائها 3 سنوات في الترويج للحدث السماوي في جميع أنحاء أمريكا الشمالية. وصف PBS أنجيلا بأنها «العالمة في طليعة تثقيف الجمهور حول كسوف الشمس»، وعُينت رئيسًا مشاركًا لفريق العمل الوطني للكسوف الكلي للشمس.       عملت مع قسم علوم الفيزياء الشمسية التابع لناسا لتبادل المعلومات حول الكسوف.  كما أنشأ Speck دليلاً لمشاهدة الكسوف مع Science Friday.

### الخدمة الأكاديمية والدعوة
أنجيلا مسؤولة عن توجيه طلاب جامعة ميسوري المهتمين بدراسة علم الفلك.  تدير مركزهم لتكامل البحث والتعليم والتعلم، والذي يدعم الطلاب في إعدادهم للحياة المهنية. في عام 2008 حصلت على جائزة جامعة ميسوري للأبحاث، وفي 2013 زمالة جامعة ميسوري William T. Kemper للتميز في التدريس. سميت أنجيلا سبيك على اسم Angela Davis ، وكانت دائمًا مهتمة بالاندماج والإنصاف.  تم تعيينها في لجنة سياسة جامعة ميسوري حول تعزيز التنوع.  حصلت على جائزة University of Missouri Service عن عملها في مجال التنوع في عام 2016. تعمل كعضو في مجلس الجمعية الفلكية الأمريكية. قدمت في The Story Collider. كما شغلت منصب رئيس لجنة المستخدمين في المرصد الوطني لعلم الفلك البصري والمرصد الوطني لقمة كيت. 